# Mispilodes
Mispilodes – rodzaj chrząszczy z rodziny kózkowatych i podrodziny zgrzypikowych. 

## Zasięg występowania
Przedstawiciele tego rodzaju występują w Azji Południowo-Wschodniej oraz na Andamanach.

## Systematyka
Do Mispilodes należy 6 gatunków:
- Mispilodes albostictica
- Mispilodes albovittata
- Mispilodes andamanica
- Mispilodes borneensis
- Mispilodes griseomarmorata
- Mispilodes grisescens